# Burghart Wachinger
Burghart Wachinger (* 10. Juni 1932 in München; † 29. September 2023) war ein deutscher germanistischer Mediävist. Er war Professor an der Universität Tübingen.

## Leben und Werk
Zu seinen Forschungsschwerpunkten zählten die deutsche Literatur des Spätmittelalters, der Bereich der Lyrik und vor allem kleinere Formen der Prosa und Poetik. Außerdem beschäftigte er sich ausgiebig mit dem Problemfeld der Überlieferungsgeschichte, der Textkritik und den Möglichkeiten der Edition mittelhochdeutscher Werke.
Von 1952 bis 1956 studierte er in München lateinische, griechische und deutsche Philologie und wurde 1958 mit einer Arbeit bei Hugo Kuhn zum Dr. phil. promoviert. Bereits von 1957 bis 1959 und dann erneut von 1961 bis 1969 war er wissenschaftlicher Mitarbeiter bzw. Assistent in München, unterbrochen von einem Auslandsaufenthalt in den USA 1959 bis 1961, wo er am Bryn Mawr College in Pennsylvania und der Harvard University tätig war. Von 1969 bis zu seiner Emeritierung 1998 war er Professor an der Universität Tübingen.
Von 1980 bis 1987 war er Fachgutachter bei der Deutschen Forschungsgemeinschaft (DFG), von 1988 bis 1995 Fachausschussvorsitzender.
Als Herausgeber wirkte er unter anderem am Verfasserlexikon (Mitherausgeber von Band 1–8, Hauptherausgeber von Band 9–14) und der Altdeutschen Textbibliothek mit.
1988 erhielt er zusammen mit Walter Haug den Leibniz-Preis der DFG. Seit 1997 war er Mitglied der Heidelberger Akademie der Wissenschaften. Der Akademie der Wissenschaften zu Göttingen gehörte er als korrespondierendes Mitglied an.
Er verstarb am 29. September 2023.

## Veröffentlichungen (Auswahl)
- Studien zum Nibelungenlied. 1960.
- Oswald von Wolkenstein. 1964.
- als Hrsg. mit Ingeborg Glier, Gerhard Hahn und Walter Haug: Werk – Typ – Situation. Studien zu poetologischen Bedingungen in der älteren deutschen Literatur. Festschrift für Hugo Kuhn zum 60. Geburtstag. Stuttgart 1969.
- Sängerkrieg. Untersuchungen zur Spruchdichtung des 13. Jahrhunderts. Beck, München 1973 (= Münchener Texte und Untersuchungen. Band 42), ISBN 3-406-02842-X.
- Der Sängerstreit auf der Wartburg. Von der Manesseschen Handschrift bis zu Moritz von Schwind. De Gruyter, Berlin/New York 2004, ISBN 3-11-017919-9.
- Deutsche Lyrik des späten Mittelalters. [Höhepunkte deutscher Lieddichtung aus mehr als zwei Jahrhunderten, neu ediert, übersetzt und umfassend kommentiert]. Deutscher Klassiker-Verlag, Frankfurt am Main 2006, ISBN 3-618-66220-3; Taschenbuchausgabe: 2010, ISBN 978-3-618-68043-7 (online).
- als Hrsg. gem. mit Karl Kurt Klein: Die Lieder Oswalds von Wolkenstein (= Altdeutsche Textbibliothek. Band 55). 4. Auflage, Berlin u. a. 2015.